# Firmin Aerts
Firmin Aerts (Gingelom, 16 augustus 1929) is een Belgisch voormalig politicus voor de CVP.

## Levensloop
Aerts promoveerde tot doctor in de rechten en vestigde zich als advocaat in Sint-Truiden. Hij werd actief in de gemeentepolitiek van Sint-Truiden en was er vanaf 1965 gemeenteraadslid en van 1965 tot 1974 en van 1977 tot 1979 schepen. In 1974 werd hij burgemeester in opvolging van Abdon Demarneffe en na de gemeentefusie van 1977 werd hij opgevolgd door Jef Cleeren. Van 1968 tot 1974 was hij eveneens provincieraadslid van Limburg.
Aerts wijdde zich vervolgens aan de nationale politiek en werd lid van de Kamer van volksvertegenwoordigers voor het arrondissement Hasselt van 1978 tot 1981. Van 1981 tot 1987 was hij vervolgens provinciaal senator voor de provincie Limburg en van 1987 tot 1991 zetelde hij in de Senaat als rechtstreeks gekozen senator voor het arrondissement Hasselt-Tongeren-Maaseik. In de periode januari 1979-oktober 1980 zetelde hij als gevolg van het toen bestaande dubbelmandaat ook in de Cultuurraad voor de Nederlandse Cultuurgemeenschap, die op 7 december 1971 werd geïnstalleerd. Vanaf 21 oktober 1980 tot november 1981, en opnieuw van februari 1988 tot november 1991, was hij lid van de Vlaamse Raad, de opvolger van de Cultuurraad en de voorloper van het huidige Vlaams Parlement.
Van 1981 tot 1985 was hij eveneens staatssecretaris voor Volksgezondheid en Leefmilieu in de Regering-Martens V en van 1985 tot 1988 was hij staatssecretaris voor Energie in de Regering-Martens VI en de Regering-Martens VII.

## Archieven
Het archief van F. Aerts gaat over de periode 1968 tot 1995, maar het merendeel van de aanwezige documenten slaan op zijn ambtsperiode als staatssecretaris voor Energie en als staatssecretaris voor Volksgezondheid en Leefmilieu (1981-1988).
Hij heeft bij het Kadoc in Leuven archieven gedeponeerd die voornamelijk betrekking hebben op zijn periode als regeringslid: dossiers met betrekking tot kernenergie en energie in het algemeen, de Kempense Steenkoolmijnen, petroleum, Mont Louis, Tsjernobyl (op het moment van de ramp was hij Staatssecretaris van Energie), NIRAS en het Studiecentrum voor Kernenergie van Mol, plannen voor een achtste kernreactor. Tevens is er een dossier over de Belgische participatie in de opwerkingsfabriek van Kalkar. Er bevinden zich ook dossiers met betrekking tot milieuactivisme.